# Clavelina neapolitana
Clavelina neapolitana is een zakpijpensoort uit de familie van de Clavelinidae. De wetenschappelijke naam van de soort is voor het eerst geldig gepubliceerd in 1881 door Della Valle.